# اوت-ساووآ
دپارتمان اوت-ساووآ یا سووآی علیا (به فرانسوی: Haute-Savoie) در ناحیه رون-آلپ در کشور فرانسه واقع شده است.